# Hans Wilsdorf

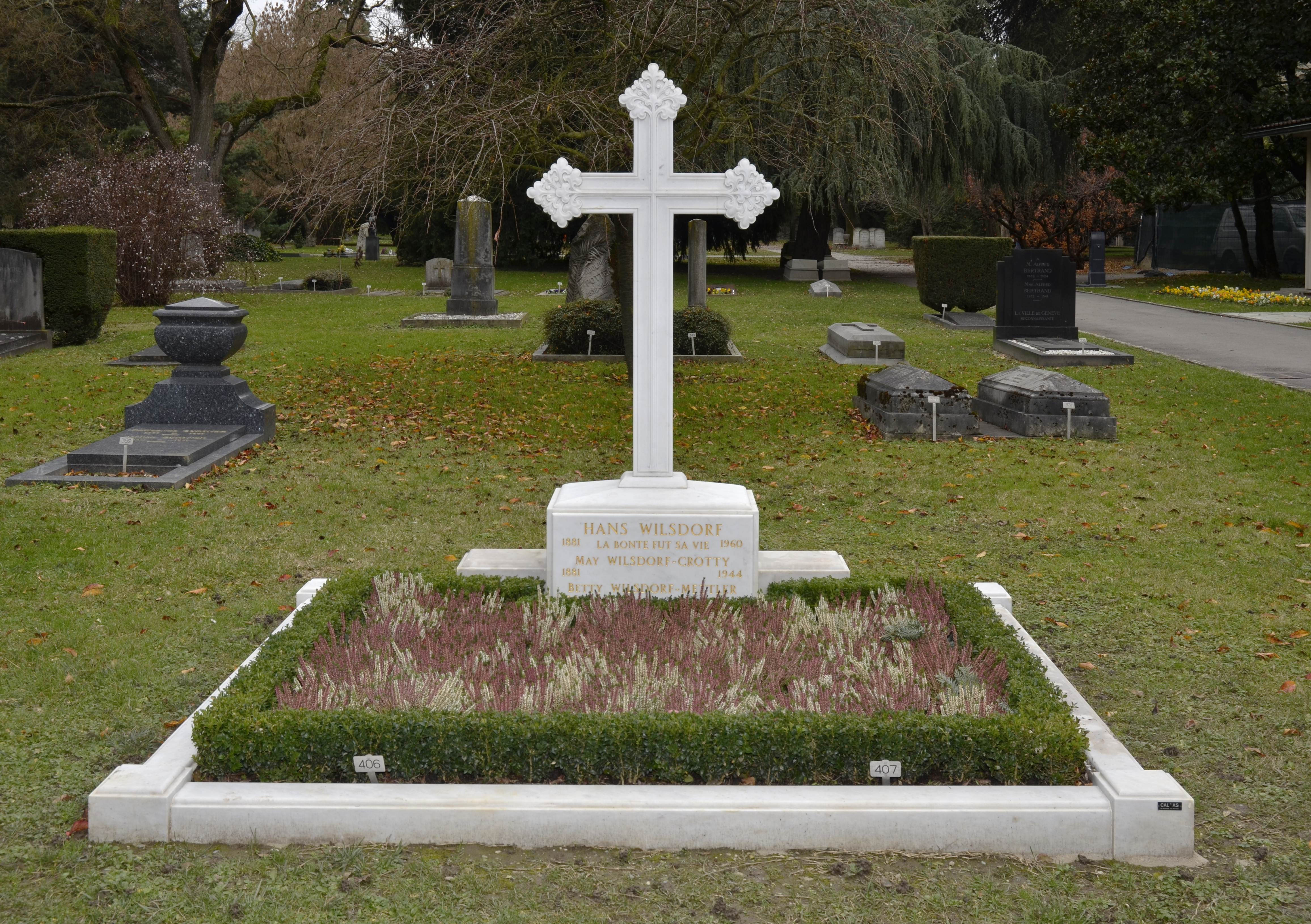
Hans Wilsdorfs grav på Cimetière des Rois i Genève.

Hans Wilsdorf, född 22 mars 1881 i Kulmbach i Tyskland, död 6 juli 1960 i Genève i Schweiz, var en tysk urmakare och grundare av de exklusiva klockmärkena Rolex och Tudor.

## Biografi
Hans Wilsdorf föddes i Kulmbach i Tyskland och blev föräldralös vid 12 års ålder. Efter att ha avslutat sin kommersiella utbildning lämnade han Tyskland 1900 för att arbeta som anställd hos en schweizisk klocktillverkare i La Chaux-de-Fonds. År 1905 flyttade han till London för att starta en egen affärsverksamhet.
År 1908 grundade Wilsdorf varumärket Rolex för att sälja sina klockor, och under första världskriget lämnade han England för Schweiz på grund av de ökade krigstidsskatterna som togs ut från lyximport. År 1920 etablerade han Montres Rolex SA i Bienne. Namnet ”Rolex” gavs eftersom det lätt kunde uttalas på många språk. Det var också tillräckligt kort för att passa på hans klockor. Han flyttade slutligen sitt företag till Genève 1919.
I början av andra världskriget köpte Royal Air Force-piloter Rolexklockor för att ersätta sina medelmåttiga standardklockor. När piloterna sedan sattes i krigsfångenskap beslagtogs dock deras klockor. När Wilsdorf fick kännedom om detta erbjöd han sig att ersätta alla klockor som hade konfiskerats utan betalning fram till krigets slut, på villkor att officerarna skulle skriva till Rolex och förklara omständigheterna kring deras förlust och var de hölls fångna.
År 1946 grundade Wilsdorf också det högkvalitativa lågprismärket Tudor, ett dotterbolag till Rolex. Vid sin fru Florens Frances May Crottys död 1944 inrättade han stiftelsen Hans Wilsdorf Foundation, vartill han överlämnade alla sina aktier i Rolex. Han såg till att en del av företagets intäkter skulle gå till välgörenhet. 
Hans Wilsdorf dog i Genève i Schweiz den 6 juli 1960.